# Chamaepericlymenum
Chamaepericlymenum é um género botânico pertencente à família Cornaceae

## Espécies
- Chamaepericlymenum unalaschkense (Ledeb.) Rydb.